# كيفن ميرفي (كاتب)
كيفن ميرفي (بالإنجليزية: Kevin Murphy)‏ هو محرك دمى وكاتب سيناريو أمريكي، ولد في 3 نوفمبر 1956 في ريفر فورست في الولايات المتحدة.

## وصلات خارجية
- الموقع الرسمي
- كيفن ميرفي على موقع IMDb (الإنجليزية)
- كيفن ميرفي على موقع ميوزك برينز (الإنجليزية)
- كيفن ميرفي على موقع تيرنر كلاسيك موفيز (الإنجليزية)
- كيفن ميرفي على موقع أول موفي (الإنجليزية)
- كيفن ميرفي على موقع قاعدة بيانات الفيلم (الإنجليزية)
- كيفن ميرفي على موقع كينوبويسك (الروسية)